# Ангола на Олимпијским играма
Ангола је први пут учествовала на Олимпијским играма 1980. у Москви, и од тада је учествовала на свим Летњим олимпијским играма, осим 1984. у Лос Анђелесу које су бојкотовали.
Представници Анголе никада нису учествовали на Зимским олимпијским играма и до 2016. нису освојили ниједну олимпијску медаљу.
Национални комитет Анголе је основан 1979. године, а у чланство Међународног олимпијског комитета, примљен је исте године са правом учешћа на Летњим олимпијским играма 1980.

## Медаље

### Учешће и освојене медаље на ЛОИ
| Учешће и освојене медаље Анголе на ЛОИ |                            |                            |                            |                            |                            |                            |                            |                            |                            |                            |
| ЛОИ                                    | Носилац заставе            | Учешће                     | Муш.                       | Жене                       | спорт.                     | Злато                      | Сребро                     | Бронза                     | Укупно                     | Пласман                    |
| 1980. Москва                           |                            | 11                         | 10                         | 1                          | 3                          | 0                          | 0                          | 0                          | 0                          | -                          |
| 1984. Лос Анђелес                      | Ангола је бојкотовала игре | Ангола је бојкотовала игре | Ангола је бојкотовала игре | Ангола је бојкотовала игре | Ангола је бојкотовала игре | Ангола је бојкотовала игре | Ангола је бојкотовала игре | Ангола је бојкотовала игре | Ангола је бојкотовала игре | Ангола је бојкотовала игре |
| 1988. Сеул                             |                            | 24                         | 19                         | 5                          | 4                          | 0                          | 0                          | 0                          | 0                          | -                          |
| 1992. Барселона                        |                            | 28                         | 25                         | 3                          | 6                          | 0                          | 0                          | 0                          | 0                          | -                          |
| 1996. Атланта                          | Палмира де Алмеида         | 28                         | 13                         | 15                         | 5                          | 0                          | 0                          | 0                          | 0                          | -                          |
| 2000. Сиднеј                           | Надиа Круз                 | 30                         | 15                         | 15                         | 5                          | 0                          | 0                          | 0                          | 0                          | -                          |
| 2004. Атина                            | Анхело Викториано          | 30                         | 14                         | 16                         | 5                          | 0                          | 0                          | 0                          | 0                          | -                          |
| 2008. Пекинг                           | Жоао Н‘Тиамба              | 32                         | 17                         | 15                         | 6                          | 0                          | 0                          | 0                          | 0                          | -                          |
| 2012. Лондон                           | Антонија Мореира           | 34                         | 5                          | 29                         | 7                          | 0                          | 0                          | 0                          | 0                          | -                          |
| 2016. Рио де Женеиро                   | Луиза Киала                | 25                         | 8                          | 17                         | 7                          | 0                          | 0                          | 0                          | 0                          | -                          |
| 2020. Токио                            |                            |                            |                            |                            |                            |                            |                            |                            |                            |                            |
| 2024. Париз                            |                            |                            |                            |                            |                            |                            |                            |                            |                            |                            |
| 2028. Лос Анђелес                      | предстојећи догађај        |                            |                            |                            |                            |                            |                            |                            |                            |                            |
| 2032. Бризбејн                         | предстојећи догађај        |                            |                            |                            |                            |                            |                            |                            |                            |                            |
| Укупно 8 (9)                           |                            | 242                        | 126                        | 116                        |                            | 0                          | 0                          | 0                          | 0                          |                            |

## Преглед учешћа спортиста и освојених медаља Анголе по спортовима на ЛОИ
Стање после ЛОИ 2012.
| Спорт            | Период | Период   | Укупно | Мушки | Жене |   |   |   |   |
| Спорт            | Прво   | Последње | Укупно | Мушки | Жене |   |   |   |   |
| ---------------- | ------ | -------- | ------ | ----- | ---- | - | - | - | - |
| Атлетика         | 1980   | 2012     | 15     | 11    | 4    | 0 | 0 | 0 | 0 |
| Бокс             | 1980   | 2012     | 8      | 8     | 0    | 0 | 0 | 0 | 0 |
| Једрење          | 1992.  | 1992     | 3      | 3     | 0    | 0 | 0 | 0 | 0 |
| Кајак и кану     | 2008   | 2012     | 2      | 2     | 0    | 0 | 0 | 0 | 0 |
| Одбојка на песку | 2008   | 2008     | 2      | 2     | 0    | 0 | 0 | 0 | 0 |
| Кошарка          | 1992   | 2012     | 46     | 34    | 12   | 0 | 0 | 0 | 0 |
| Пливање          | 1980.  | 2012     | 18     | 11    | 7    | 0 | 0 | 0 | 0 |
| Рукомет          | 1996.  | 2012     | 43     | 0     | 43   | 0 | 0 | 0 | 0 |
| Стрељаштво       | 1996   | 2000     | 2      | 2     | 0    | 0 | 0 | 0 | 0 |
| Џудо             | 1988   | 2012     | 11     | 10    | 1    | 0 | 0 | 0 | 0 |
| Укупно (10)      |        |          | 150    | 83    | 67   | 0 | 0 | 0 | 0 |

Разлика у горње две табеле од 67 учесника (35 мушкараца и 32 жене) настала је у овој табели јер је сваки спортиста без обриза колико је пута учествовао на играма и у колико разних дисциплина и спортова на истим играма рачунат само једном.

## Занимљивости
- Најмлађи учесник: Жорже Лима, 13 година и 8 дана Москва 1980. пливање
- Најстарији учесник: Емануел Фернандес, 41. година и 16 дана Пекинг 2008. одбојка на песку
- Највише учешћа:
- Највише медаља:
- Прва медаља:
- Прво злато:
- Најбољи пласман на ЛОИ: -
- Најбољи пласман на ЗОИ: -